# Lhaviyani

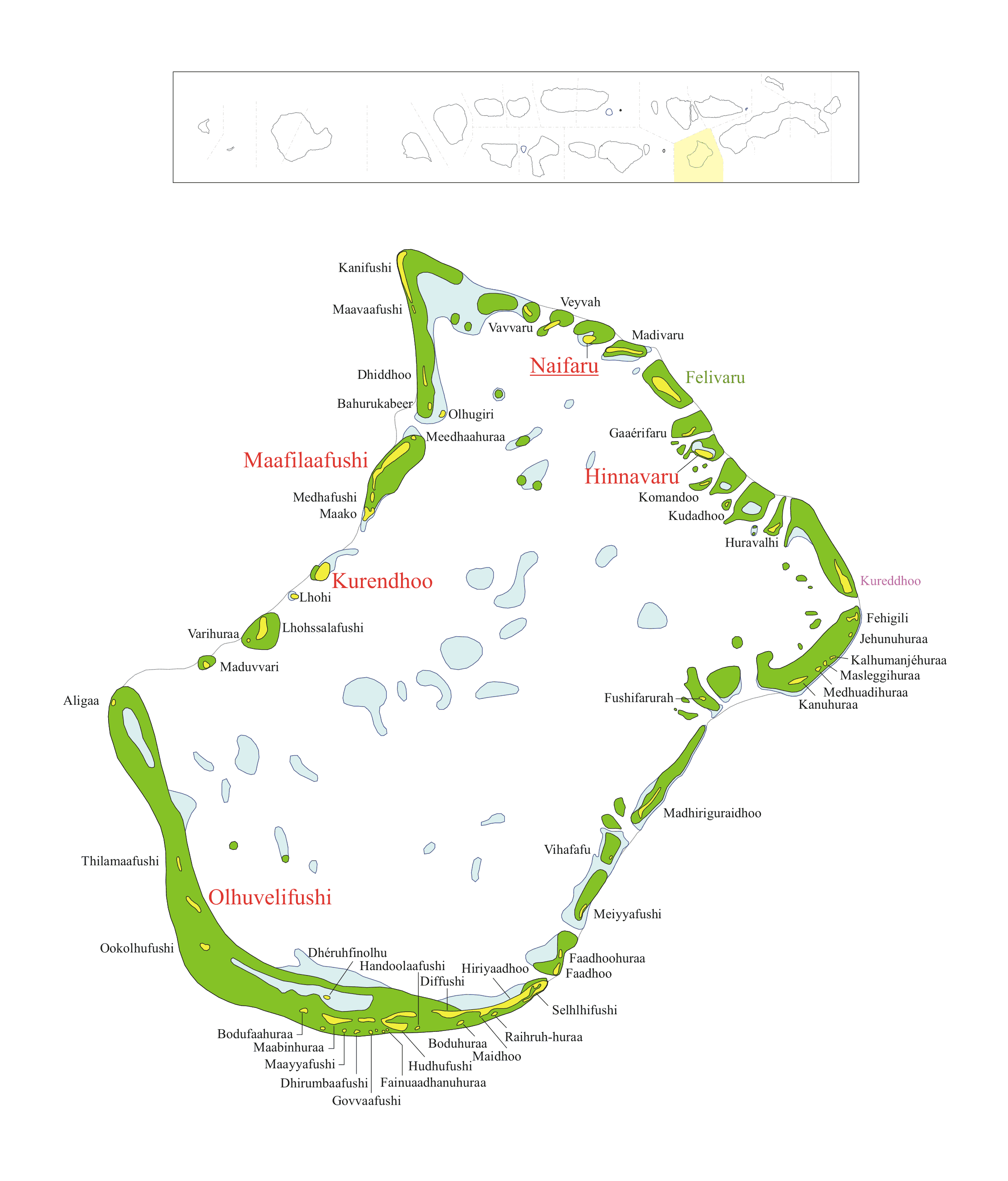
Mapa atolu

Lhaviyani je administrativní atol na Maledivách. Hlavní město atolu je Naifaru. Skládá se z 52 ostrovů, z toho 5 je obydlených. Počet obyvatel je 11 443. Atol řídí Ahmed Moosa. Nachází se na přírodním atolu Faadhippolhu. Průmysl je na (neobydleném) ostrově Felivaru, kde je konzervárna tuňáků.
Obydlené ostrovy:
- Hinnavaru
- Kurendhoo
- Maafilaafushi
- Naifaru
- Olhuvelifushi